# آسپخ، اتریش
آسپخ آپر  (به آلمانی: Aspach) یک منطقهٔ مسکونی در اتریش است که در برونو آم این واقع شده‌است. آسپخ آپر  ۳۱٫۴۶ کیلومتر مربع مساحت دارد ۴۴۳ متر بالاتر از سطح دریا واقع شده‌است.